# Hotchkiss
Hotchkiss est un constructeur automobile et manufacturier d'armes français, qui produit des véhicules civils de 1904 à 1954 et des véhicules militaires jusqu'en 1969.

## Histoire

### Benjamin Berkeley Hotchkiss
Benjamin Berkeley Hotchkiss (1826-1885) est un citoyen américain, né à Watertown dans le Connecticut. Ingénieur talentueux dans le domaine des armes, il ne réussit pas à s'imposer auprès des militaires américains et s'installe en France en 1867 où il crée la société qui porte son nom : Hotchkiss, implantée sur la route de Gonesse à Saint-Denis, filiale de l'entreprise de construction d'armes et de munitions qu'il a créée en 1855. Il s'installe ensuite à Viviez, près de Rodez, pour fabriquer des étuis métalliques, juste avant que n'éclate la guerre franco-prussienne de 1870. Deux canons croisés surmontés d'une grenade en feu, le tout entouré par un ceinturon fermé par une boucle constitue son emblème, copie presque conforme de l'insigne militaire du corps du matériel de l’Armée de terre des États-Unis.

### Le fabricant français d'armes et de munitions

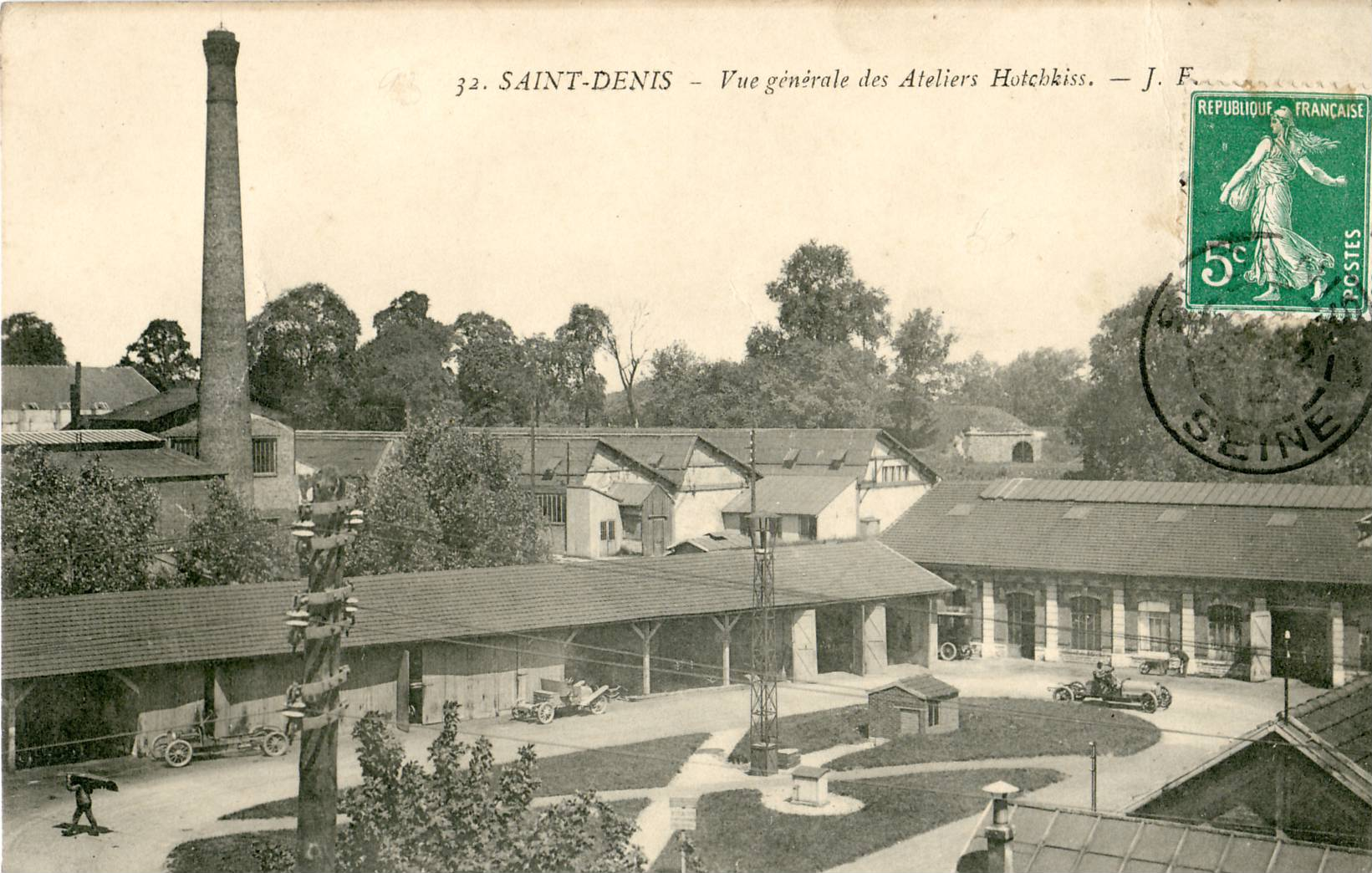
L'usine de Saint Denis au début du XXe siècle.

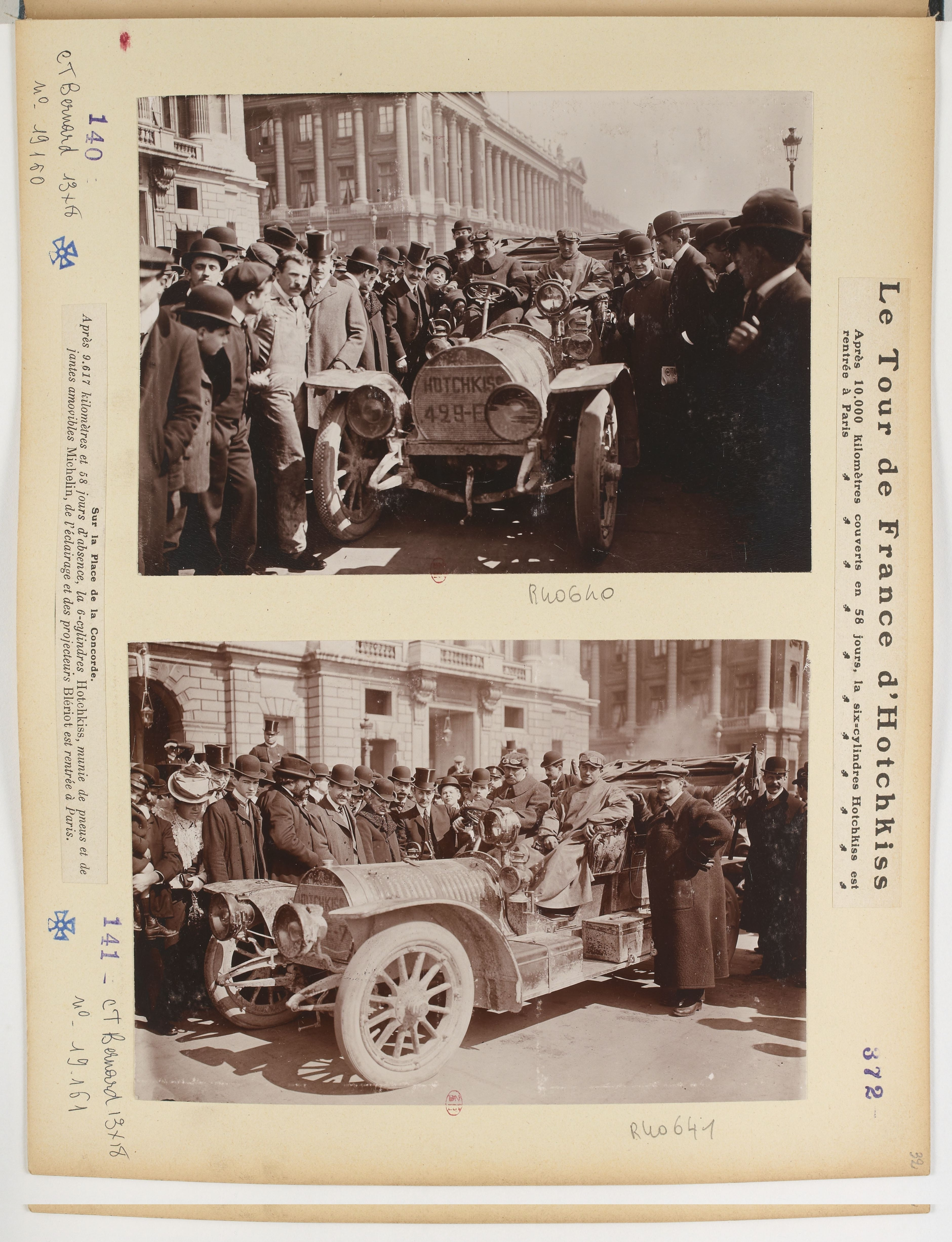
« Le Tour de France d'Hotchkiss » (10000 kilomètres en 58 jours - 1906).

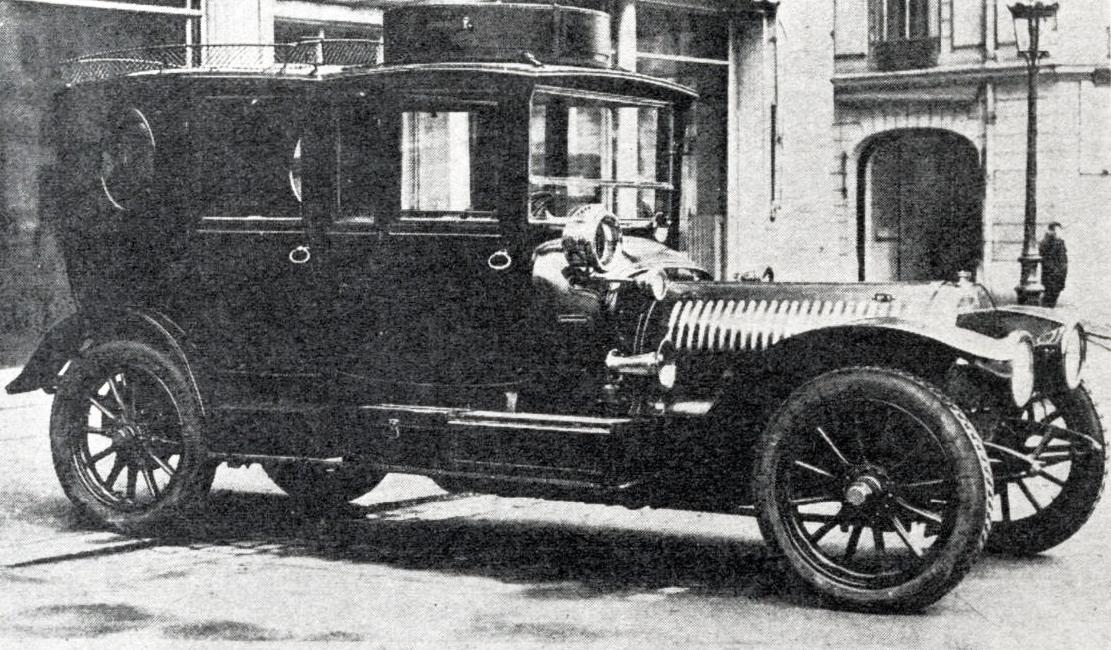
La toute première six cylindres Hotchkiss sortie des usines (même année 1906… et roulant toujours 25 ans plus tard).

Une nouvelle usine à Saint-Denis est inaugurée en 1875. Depuis son installation en France, Benjamin Berkeley Hotchkiss a déposé de nombreux brevets et la société est prospère.
L'usine, qui produit des armes et des explosifs, devient rapidement un fournisseur attitré de l'armée française. Benjamin Berkeley Hotchkiss meurt en 1885, mais la société poursuit le développement d'une mitrailleuse automatique. Le premier modèle, produit en 1892, est adopté par l'armée française en 1897. Après quelques modifications et améliorations, le modèle devient en 1914 le « pistolet Hotchkiss », l'une des mitrailleuses lourdes à gaz standard utilisée par la Grande-Bretagne, la France et le Japon. Au début du siècle, la société, toujours aussi prospère, se diversifie et commence à fabriquer des composants pour les voitures, puis des véhicules complets. Hotchkiss est alors en passe de devenir l'une des plus grandes et des plus importantes sociétés d'ingénierie mécanique et automobile en France.
En août 1936, les usines d'armements de Levallois-Perret et Clichy sont nationalisées par le Front populaire.

### La construction automobile

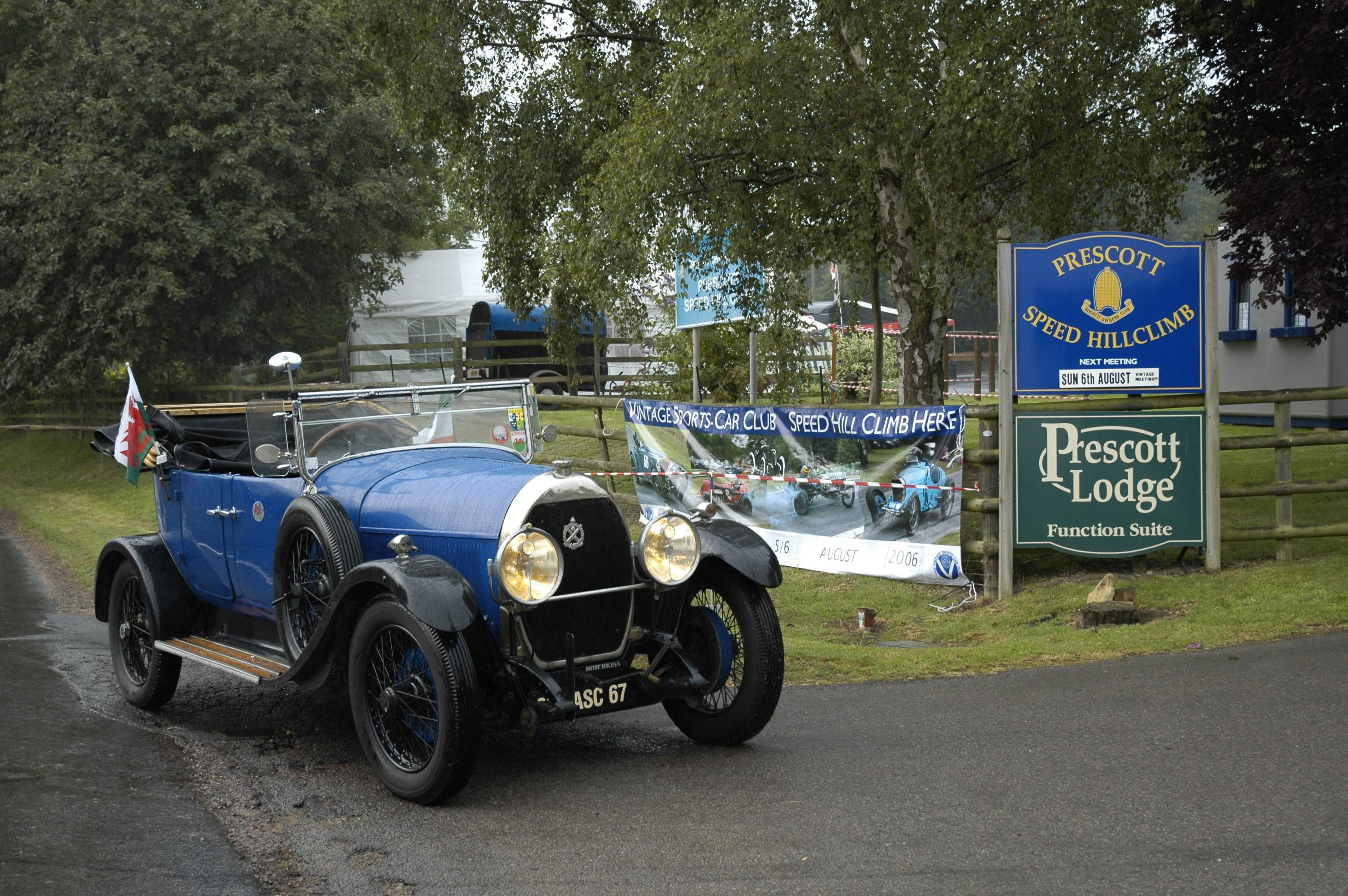
Hotchkiss AM2, torpédo aluminium Melhuish & Co of Camden, 1925-1926.

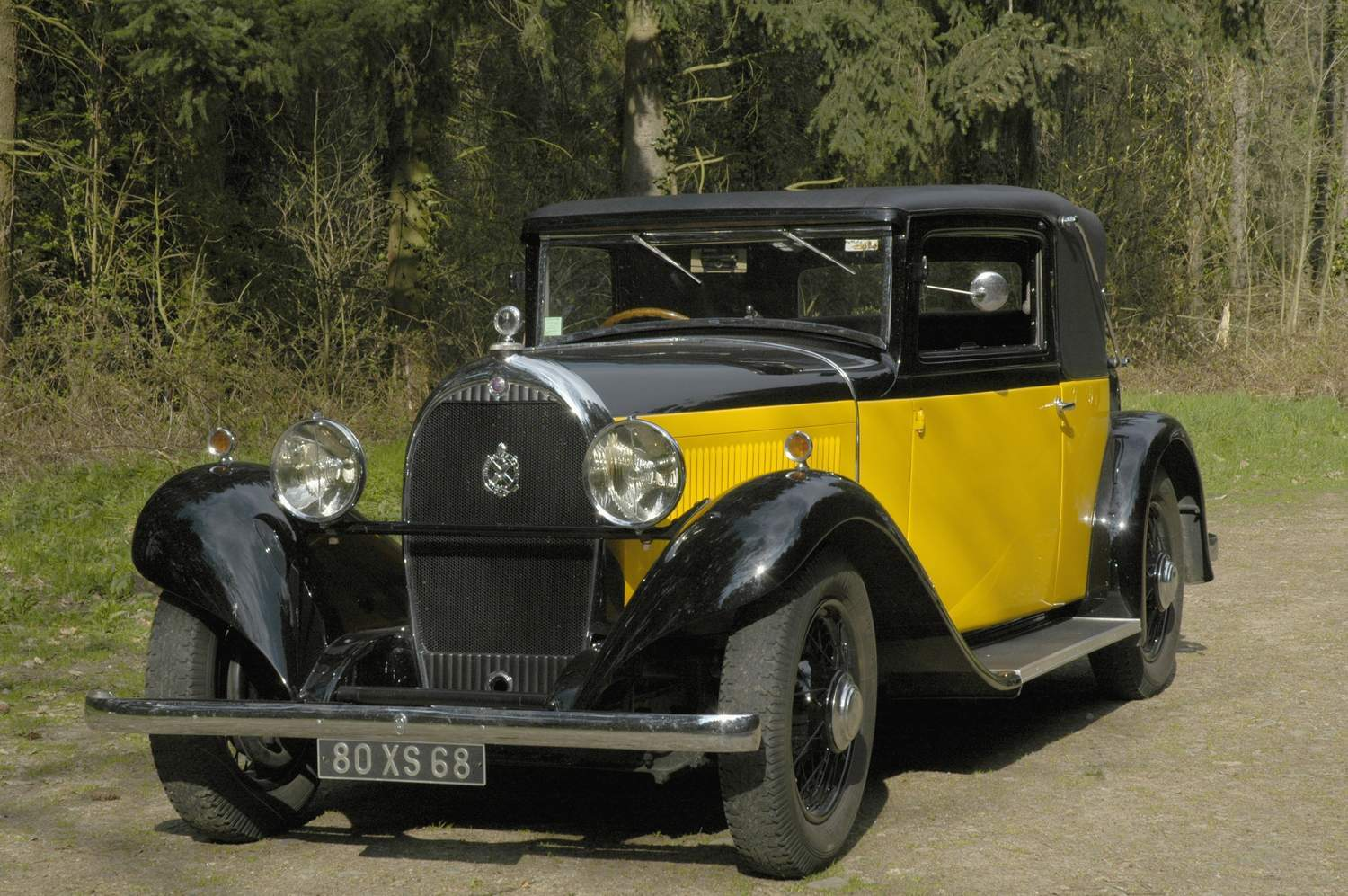
Hotchkiss AM 80S, coach Riviera, 1932.

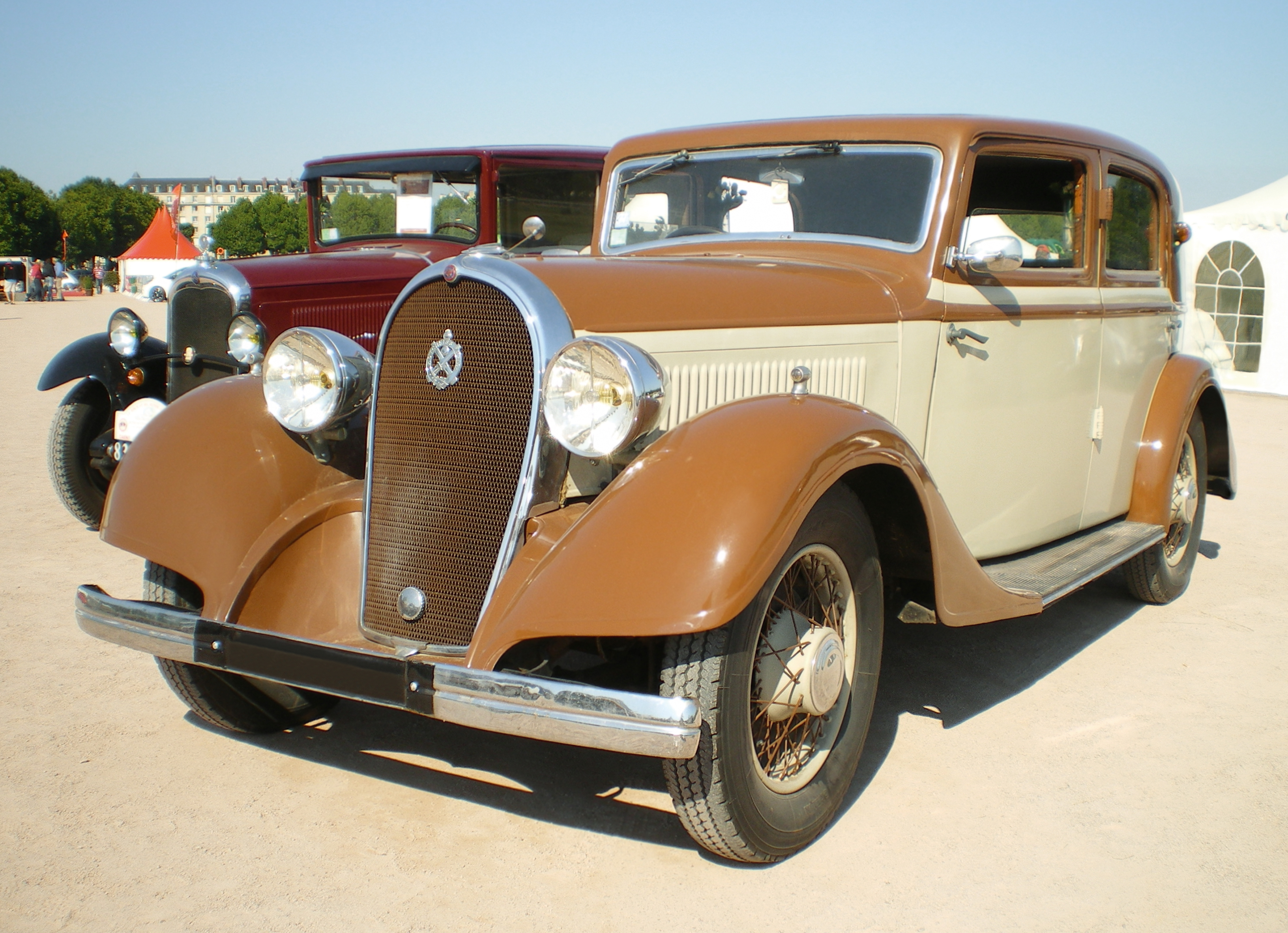
Hotchkiss 411, avant.

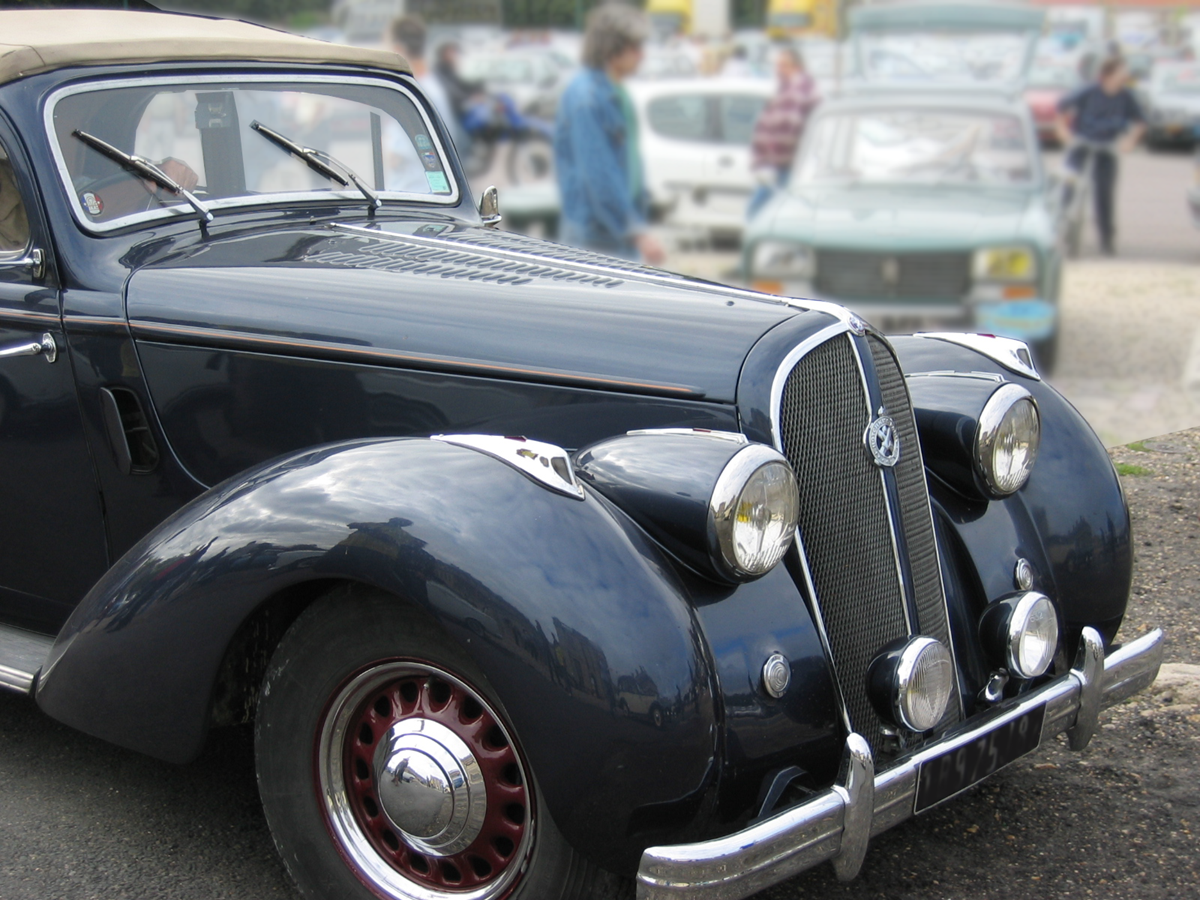
Hotchkiss Grand Sport type 686, 1937.

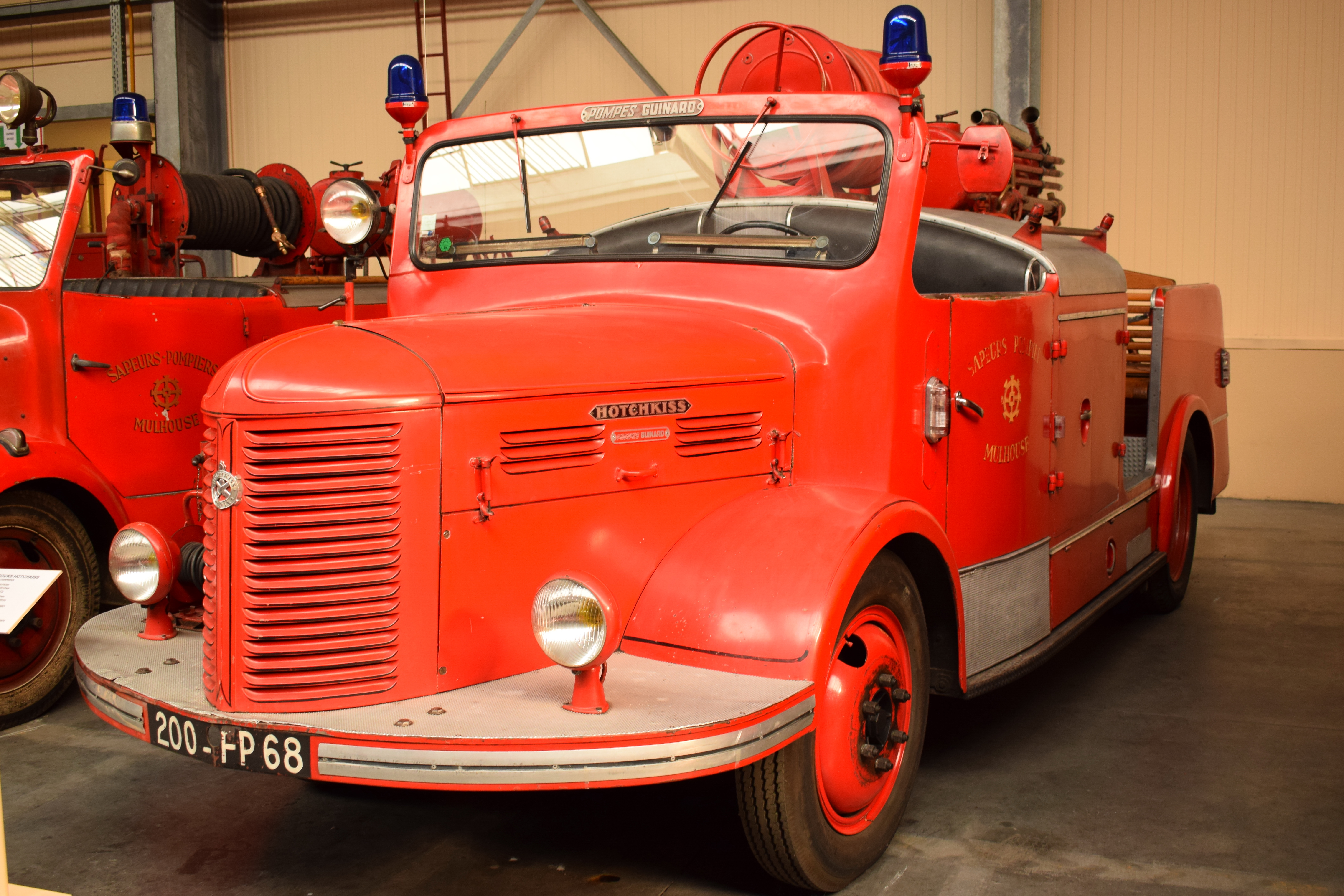
Camion de pompiers PL50.

Parallèlement à la fabrication d’armes, la branche française s’intéresse à la mécanique générale et, dès 1901, fabrique sur commande des éléments mécaniques pour divers clients, dont des usines d’automobiles comme Panhard et De Dion-Bouton. Cela donne à la direction l’idée de se lancer à son tour dans la construction automobile. L'entreprise recrute l’ingénieur Georges Terrasse, qui a travaillé chez Mors, et un anglais, H. M. Ainsworth qui dirigera la division automobile de 1923 à 1952.
En 1902, tout en continuant ses fabrications militaires, Hotchkiss se lance dans la sous-traitance de pièces détachées pour l'automobile, puis, en 1904, construit ses premiers châssis-moteurs de 20 CV. Le type E — de presque 18 litres de cylindrée — est préparé pour la compétition.
Au Salon de Paris 1922, Hotchkiss lance l'AM 12 HP et adopte le slogan « La voiture du juste milieu » au milieu des années 1920. En fait, la marque vise les suffrages d'une clientèle bourgeoise aisée qui recherche le confort et la discrétion.
À partir de l'automne 1925 sort une nouvelle lignée de moteurs à soupapes en tête. Ces moteurs de 4 ou de 6 cylindres sont produits avec quelques évolutions techniques jusqu'en 1954 : le 4 cylindres 2,3 litres (13 CV) implanté dans la série des AM2, puis les 6 cylindres de 3 litres (17 CV) à 3,5 litres (20 CV) implantés dans les AM80.
À partir du Salon 1934, l'influence de l'aérodynamisme se fait sentir : calandre légèrement inclinée, malle intégrée et profilée. Ces carrosseries séduisent par le classicisme et par la distinction de leurs lignes dans les concours d'élégance[réf. souhaitée].
En 1936, la firme présente un camion à capot de 2 tonnes de PTC avec le moteur de 2,3 litres à essence (4 cylindres pour 62 CV SAE).
Au Salon 1937, pour diversifier sa gamme, Hotchkiss, qui a racheté Amilcar fin 1936, expose l'Amilcar Compound. Il s'agit d'un prototype étudié par l'ingénieur Jean Albert Grégoire, avec le soutien de l'Aluminium Français.
Voiture moderne (traction avant, roues indépendantes, châssis en alliage léger…), elle coûte beaucoup plus cher que ses concurrentes et ne peut s'imposer.
Pendant la Seconde Guerre mondiale, seules la fourgonnette Amilcar Compound et la voiture électrique C.G.E.-Tudor continuent d'être produites. Sous l'égide du COA (Comité d'Organisation de l'Automobile), Peugeot prend une participation importante dans le capital d'Hotchkiss fin juillet 1942.
À la Libération, l'Hotchkiss reprend sa place dans les cortèges officiels. Pour ses déplacements dans Paris libéré, le général de Gaulle exige une voiture française décapotable : une Hotchkiss, découverte non sans mal par son état-major, s'impose.
Vers 1948-49, des essais de voiture sont réalisés à Molines, près d'Ispagnac, en Lozère.
Après la guerre, Hotchkiss reprend lentement ses activités en modifiant le camion de 2 tonnes devenu PL20 (nouvelle cabine tout acier, nouveau châssis et freins hydrauliques) et les automobiles 13 CV et 20 CV (roues indépendantes à l'avant et freins hydrauliques). Au Salon 1950, les deux modèles 864 S49 et 686 S49 « Artois » sont remplacés par les 1350 et 2050 « Anjou » qui conservent la même mécanique mais adoptent une nouvelle carrosserie.
Au Salon 1951, est exposée l'Hotchkiss Grégoire. L'ingénieur J.-A. Grégoire a encore réussi à convaincre : son prototype, la Grégoire R, aux solutions techniques très modernes (moteur 4 cylindres à plat, 4 roues indépendantes, suspension à flexibilité variable et châssis en alliage léger) sont aux antipodes des conceptions traditionnelles d'Hotchkiss. Le poids contenu et le Cx très favorables assurent de bonnes performances et une consommation modérée, la voiture a 15 ans d'avance sur son temps. Mais l'industrialisation s'avère coûteuse et difficile, avec un prix de vente élevé obligeant à l'arrêt de la fabrication après seulement 247 exemplaires (numéros de série de 500 à 747), ce qui en fait une des plus rares automobiles jamais produites. Cette aventure aggrave les difficultés financières d'Hotchkiss et, peu après la fusion avec Delahaye, fin juillet 1954, Hotchkiss abandonne la construction de voitures de tourisme. Le dernier modèle, la Monceau, carrossée par Chapron, avec le moteur de 20 CV, ne sera jamais vendue.
En 1956, Hotchkiss fusionne avec la Société Nouvelle Brandt et devient Hotchkiss-Brandt. À l'automne apparaît le camion PL50 (5 tonnes de PTC), version modernisée du PL25 de 1952 avec des projecteurs intégrés et le moteur 2,3 litres poussé à 70 CV. Depuis 1954, un bloc à 6 cylindres est disponible sur la version pour les sapeurs-pompiers. Le premier véhicule de secours H 6 G 54 qui équipe toutes les casernes de la brigade des Sapeurs Pompiers de Paris, servira jusqu'à la fin des années 1970.
En mai 1963, Hotchkiss signe un accord de commercialisation avec Leyland qui durera jusqu'à la fin 1967 pour vendre ses camions en France. Au Salon 1964, les derniers camions Hotchkiss PL60/DH60 (6 tonnes de PTC) sont les premiers camions français de série équipés d'une cabine basculante. Avec une charge utile de 3,7  à   5,7 tonnes, la gamme des nouveaux modèles à cabine avancée utilise des moteurs de 3,5 litres à essence (115 CV SAE) ou diesel (91 CV SAE) avec des transmissions à 4 ou 5 rapports.
L'usine continue à produire des camions estampillés « Hotchkiss » jusqu'en 1969 et la production militaire devient en 1966 Thomson-Houston Hotchkiss-Brandt à la suite de la fusion de Thomson-Houston et Hotchkiss-Brandt, puis Thomson-Brandt en 1971. Les véhicules militaires de la marque Thomson-CSF conservent l'emblème aux canons croisés, uni à celui de Thomson.
Le nom Hotchkiss-Brandt est utilisé pour la production de mortiers et celui de Hotchkiss-Brandt-Sogème pour le département des machines à trier le courrier.

### Hotchkiss et la compétition
- Hotchkiss commence par se faire connaître à travers de grands raids automobiles nationaux : tour de France avec une six-cylindres confiée à Blériot en 1906, puis un second toujours avec une six-cylindres entre les mains de Van Marcke en 1907[2], ce dernier enchaînant durant la même année avec un tour d'Angleterre[3].

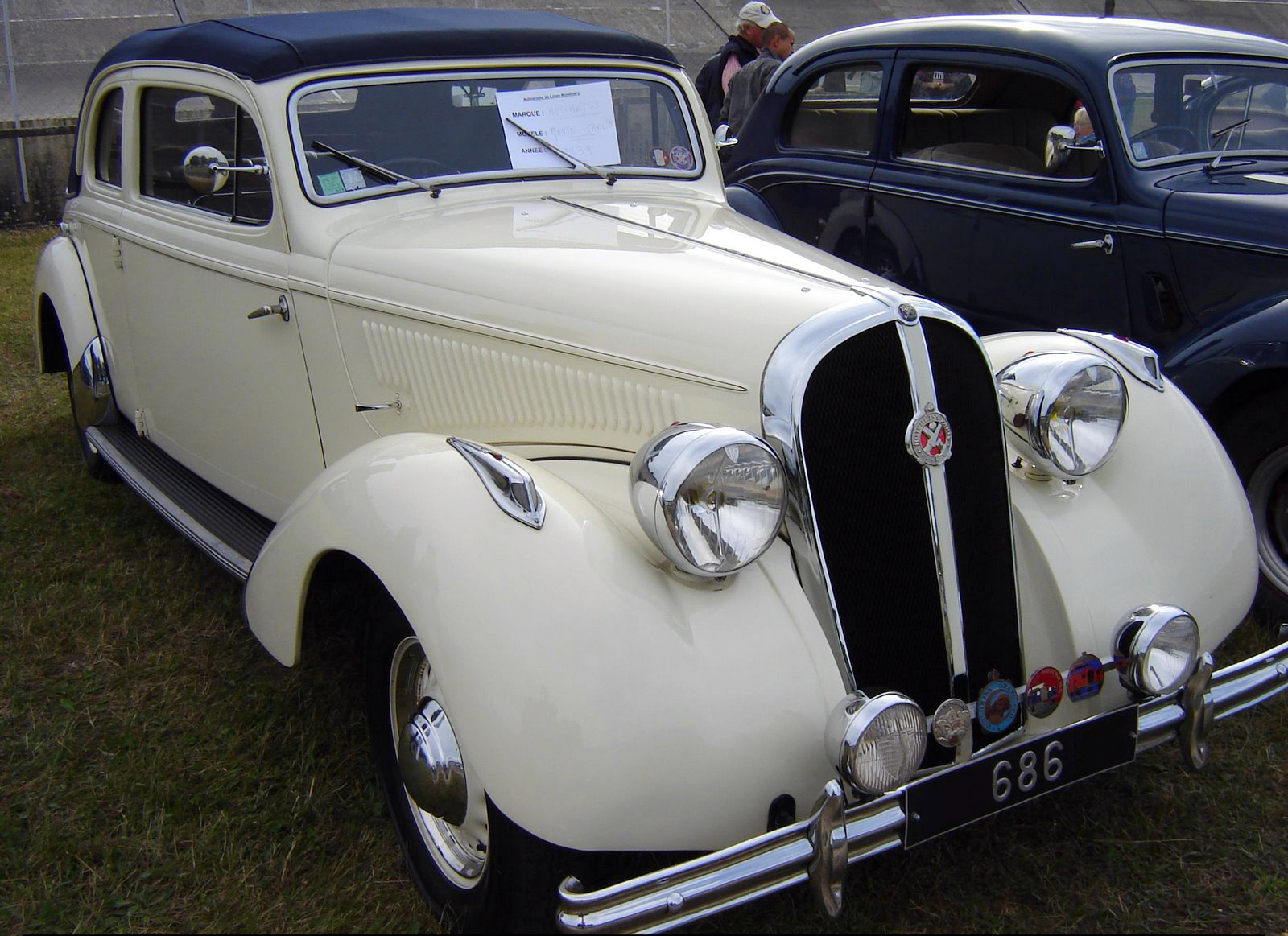
La 686 GS « Paris-Nice - Monte-Carlo » de Trévoux en 1939.

- Après trois victoires de suite de la marque au Rallye Monte-Carlo (en 1932 et 1933 pour Maurice Vasselle, puis en 1934 pour Louis Gas) avec l'AM 2 puis l'AM 80S, la 686 GS (pour « Grand Sport », modèle Riviera) à châssis court équipée du nouveau moteur Paris-Nice apparaît au Salon 1935. Ce modèle remporte encore le rallye Monte-Carlo, en 1939[4] et 1949 avec Jean Trévoux — déjà lauréat en 1934 comme copilote, et doublé grâce à Edmond Mouche (de) second —, puis une ultime fois en 1950 quinze années après sa sortie, avec Marcel Becquart cette fois-là.
- Hotchkiss remporte également le Grand Critérium international de tourisme Paris-Nice en 1929 avec cinq 12 CV ex æquo, puis en 1934 avec Jean Trévoux sur modèle 3,5 L, ce dernier pilote finissant encore avec la  Grand Sport Type 686 Paris-Nice - Monte-Carlo deuxième en 1935, et troisième en 1937 puis 1938.
- En 1935, la marque s'impose dans la coupe de l'Auto, la coupe Brisson (meilleur temps dans les épreuves françaises de vitesse et de côte), la coupe E. Mahé (meilleur temps sans compresseur dans la côte de La Turbie), et le Prix de l'A.C.I.F.[5].
- En 1937, Trévoux remporte -cette fois pour cette marque- la troisième édition du Rallye du Maroc avec Marcel Lesurque.

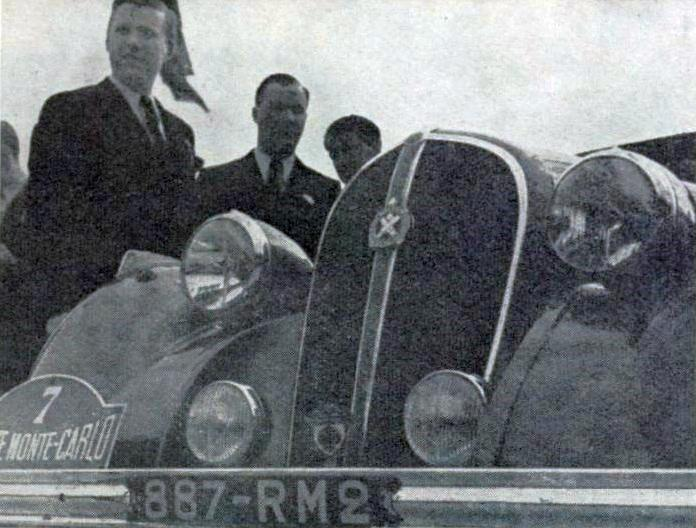
Trévoux (G.) et Lesurque (D.), à l'arrivée du rallye Monte-Carlo 1939.

- En 1939, Trévoux remporte également l'ultime édition avant-guerre de Liège-Rome-Liège sur la 686 GS 3,5 L.
  - ce conducteur obtient encore quelques secondes places avec la marque, comme au GP de Tourisme d'Alger et au GP du RACB des 10 Heures de Spa-Francorchamps en 1934 sur 3,5 L., et surtout au Monte-Carlo 1938 avec la 686 GS (voiture encore troisième en 1937 avec Ion Zamfirescu, le lauréat de 1936).
  - En 1939 toujours, Yvonne Simon et Suzanne Largeot obtiennent la Coupe des Dames avec la 686 GS 3,5 L. (8e au général).
- En 1946, Robert Huguet remporte la Coupe Classe illimitée lors du IXe et dernier Rallye des Alpes françaises sur une 20CV (compétition dénommée Coupe des Alpes l'année suivante)[6].
- En 1950, Henri Peignaux et Bidu gagnent le Rallye du Mont-Blanc avec la Hotchkiss 686 GS[7].
- Chez les femmes enfin, Yvonne Simon est vainqueur du Rallye Paris - Saint-Raphaël Féminin en 1939 sur la 686 GS 3,5 L. (2e en 1937), après avoir obtenu la Coupe des Dames  du Monte-Carlo en janvier de la même année associée à Mlle Largeot.
- Sur les circuits, « la marque Hotchkiss a un lourd et glorieux palmarès à son actif. En vitesse, elle a battu de nombreux records du monde à Montlhéry »[8].
- Les concurrentes directes de la 686 GS sur le marché français sont la Delahaye type 135 (marque ayant racheté Delage en 1935 avant d'être reprise à son tour par Hotchkiss en 1954), la Bugatti Type 57, la Salmson S4 E ou encore la Talbot-Lago Baby. La 686 GS est mue par un moteur 6-cylindres à soupapes en tête, de 3 489 cm3 exactement pouvant développer 130 CV, et équipée de freins hydrauliques et des suspensions de marque Grégoire (une boîte automatique électromagnétique Cotal pouvant être commandée en option).

## Véhicules
- Premiers modèles :
  - Hotchkiss 17CV : 1903
  - Hotchkiss 20-24CV (it) : 1904
  - Hotchkiss HH : 1906
- 1910-1914 :
  - Hotchkiss 12-16CV : 1910-1914
  - Hotchkiss 16-20CV : 1910-1913
  - Hotchkiss 20-30CV : 1910-1914
  - Hotchkiss 40-50CV : 1910-1914
  - Hotchkiss AD (it) : 1913-1914
- 1920-1933 :
  - Hotchkiss AH : 1920-1923
  - Hotchkiss AF et AL : 1920-1924
  - Hotchkiss AK : 1921
  - Hotchkiss AM et AM2 : 1924-1932
  - Hotchkiss AM80 (pl) : 1928-1933
- 1933-1948 :

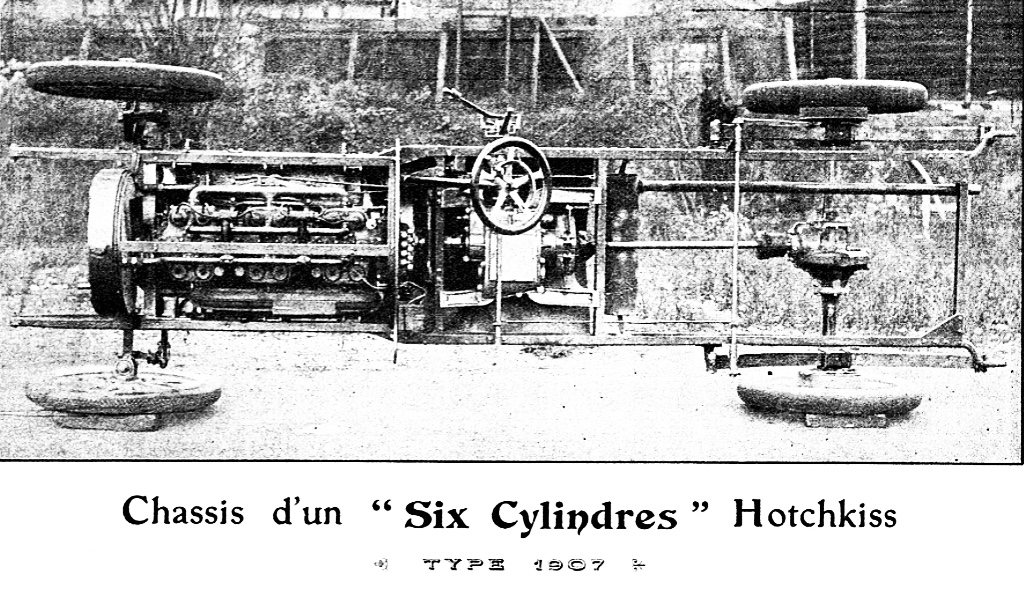
Hotchkiss Type L (1907).

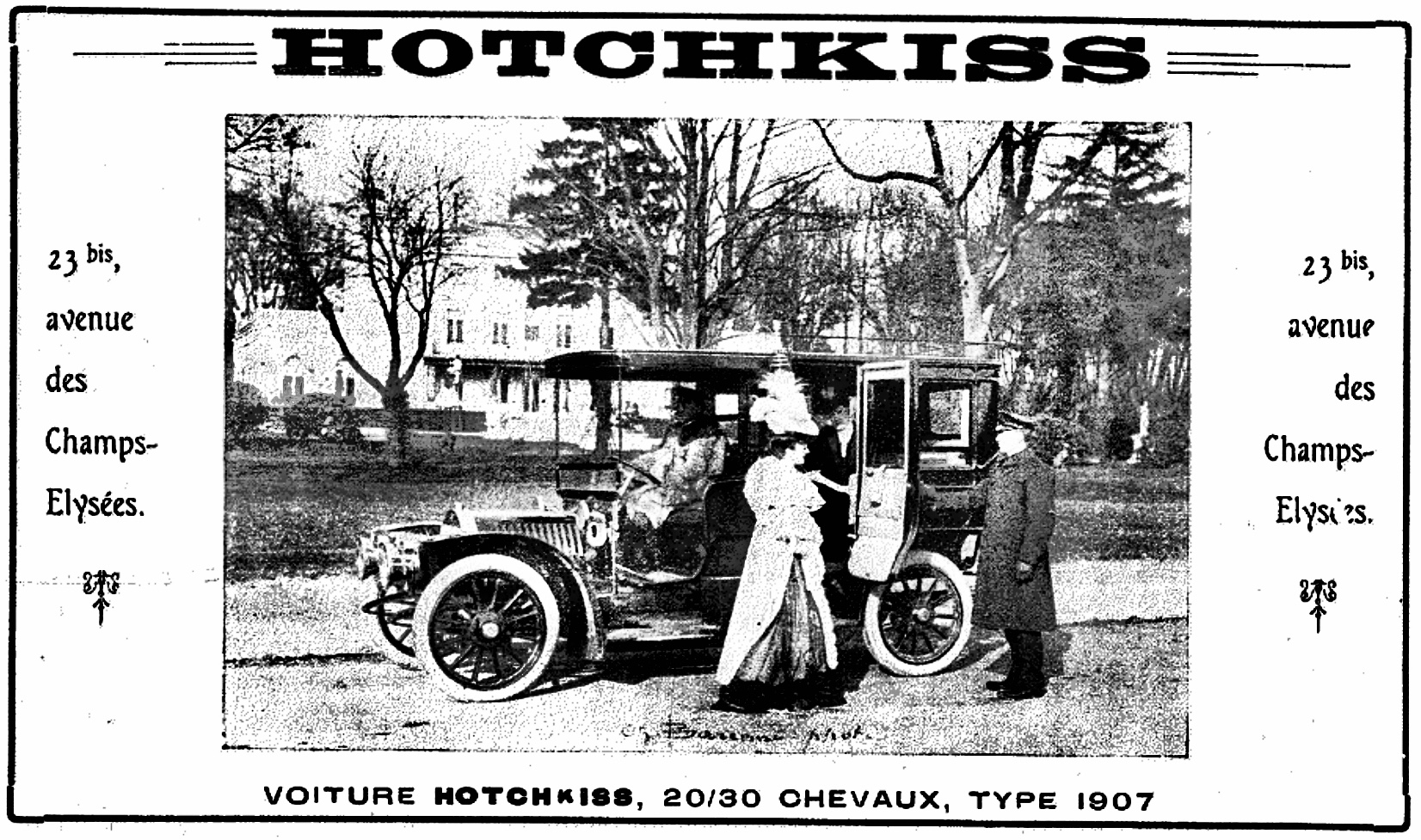
Hotchkiss 20/30 CV (1907).

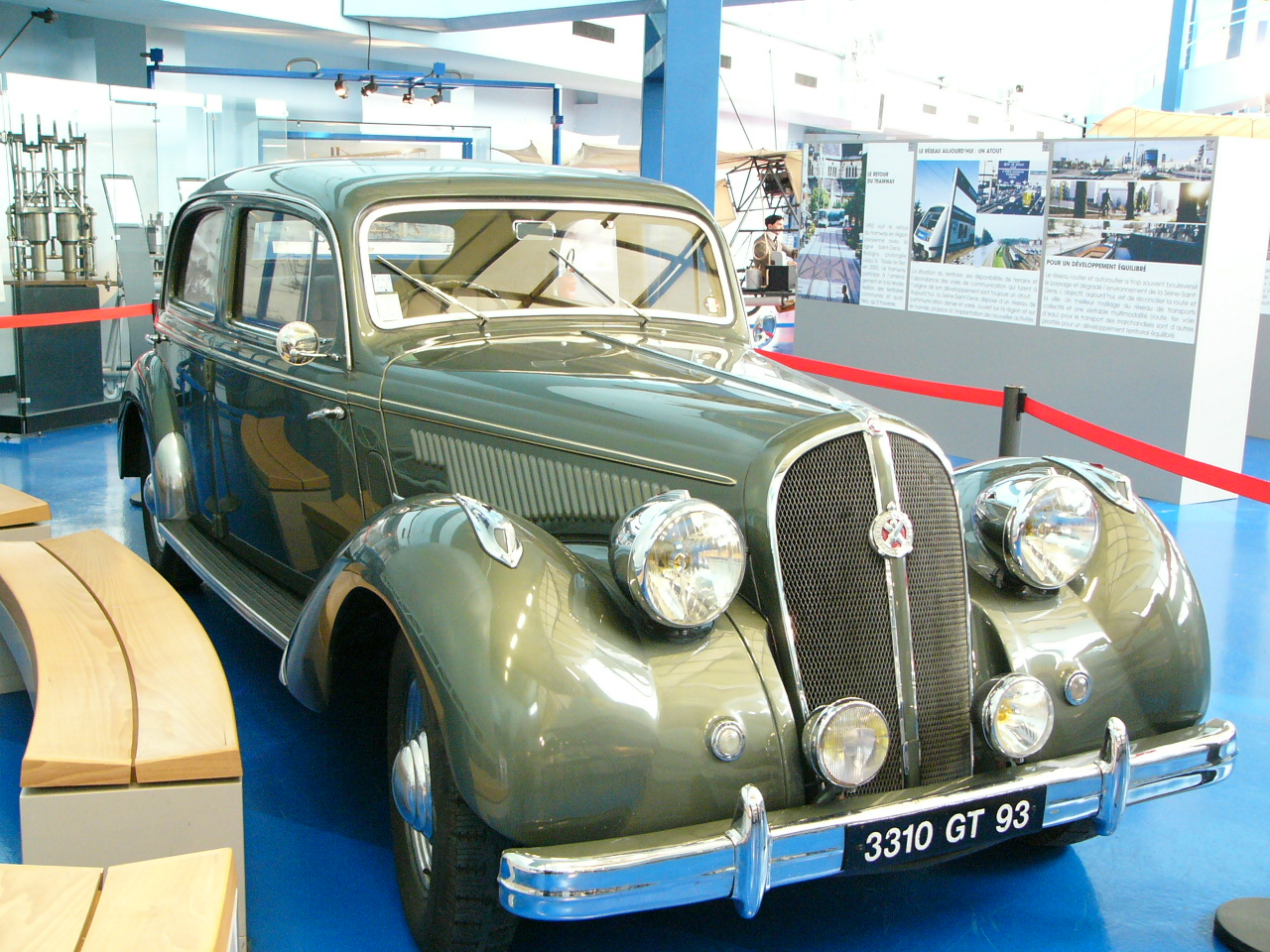
Hotchkiss Artois, 1948.

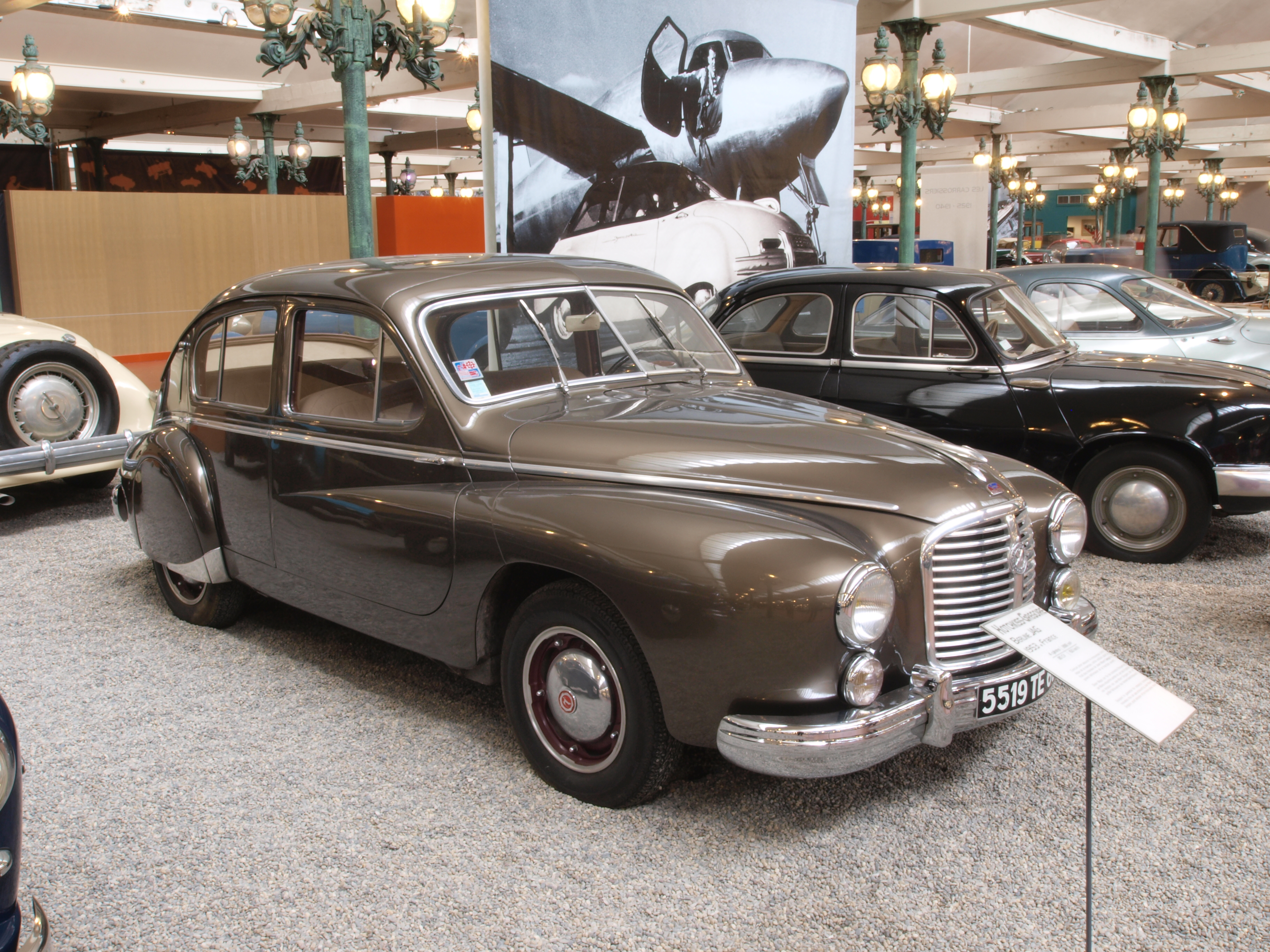
Hotchkiss Grégoire, 1953.

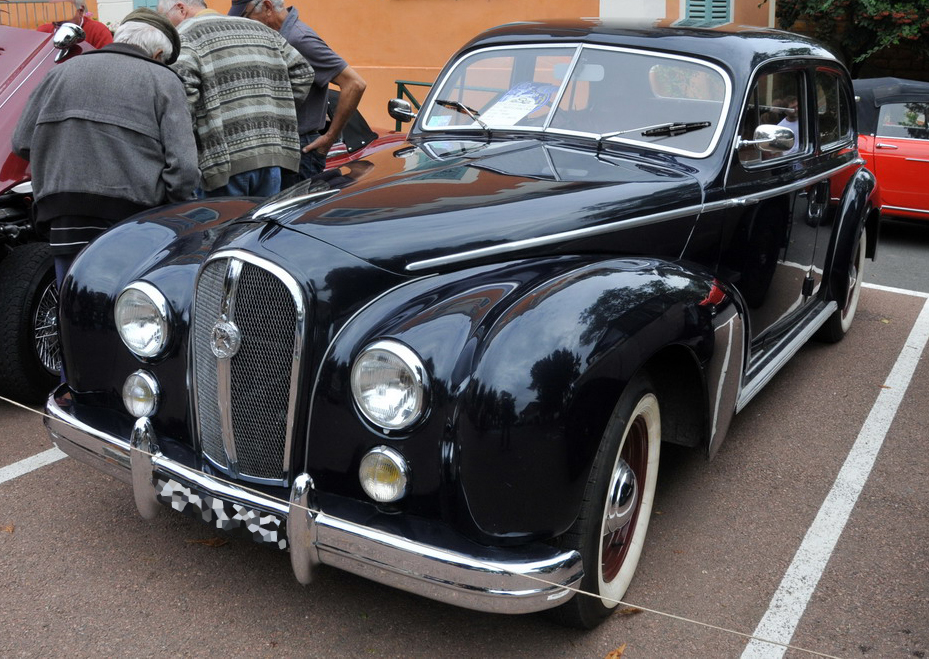
Hotchkiss Anjou, 1955.

  - Hotchkiss 411, 412, 413, 415 et 480/486 : 1933-1937
  - Hotchkiss 614, 615, 620 et 680/686 : 1933-1939
  - Hotchkiss 864 : 1937-1940
  - Hotchkiss 866 : 1946-1948
- Derniers modèles :
  - Hotchkiss Artois : 1948-1950
  - Hotchkiss Grégoire : 1950-1953
  - Hotchkiss Anjou : 1950-1954
  - Hotchkiss Anthéor : 1950-1954
  - Hotchkiss Agay : 1954
  - Hotchkiss Monceau : 1954

## Véhicules militaires
- Char Hotchkiss H35

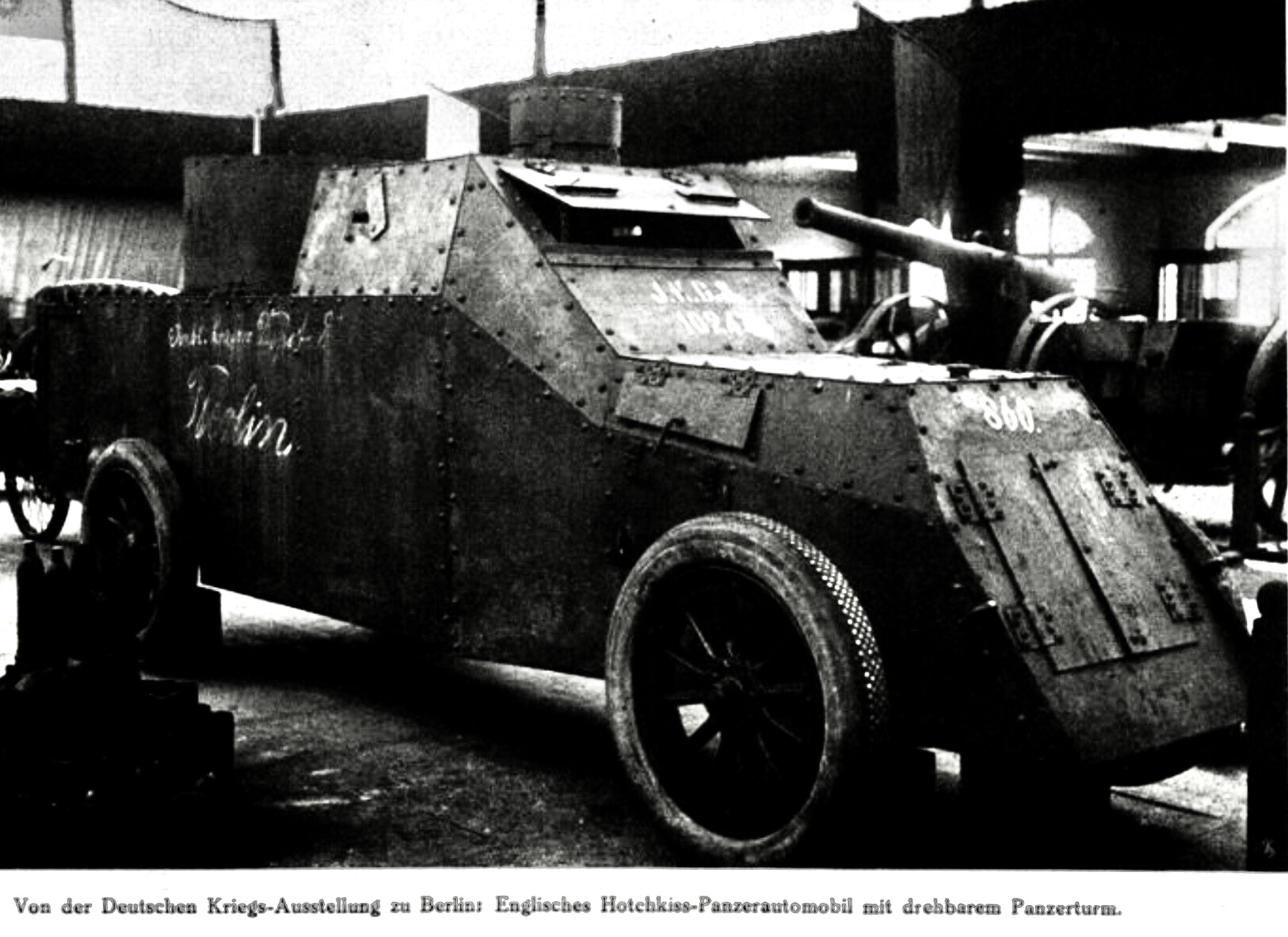
Hotchkiss Véhicule militaire (1916).

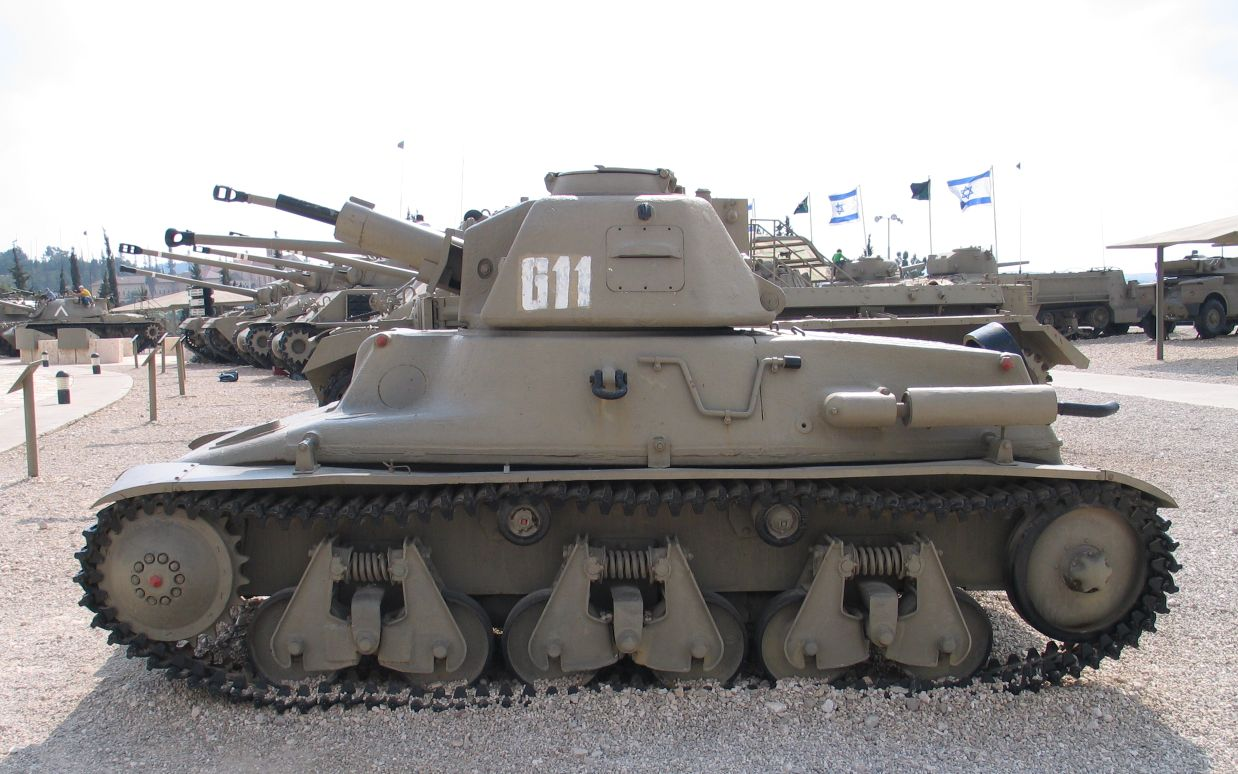
Vue latérale du H 39.

- Char Hotchkiss H38, qui est en fait une variante du précédent
- Char Hotchkiss H39 (idem)
- Les chenillettes Hotchkiss TT 6 et  Hotchkiss CC 2 sont des véhicules blindés conçu en 1950 pour l'armée française et adoptées massivement sous le nom de Schützenpanzer Kurz par la Bundeswehr en 1956[9]. Il constitue un des plus gros succès d'exportation de l'industrie militaire française à cette période avec plus de 2600 exemplaires fabriqués, dont 600 sous licence en Allemagne[10].

## Hotchkiss et la Jeep
- En 1946, Hotchkiss s'associe avec Willys-Overland Export Corporation pour la vente et la diffusion en France de Jeep CJ 2A puis CJ 3A.
- Le 16 juin 1952, Willys concède à Hotchkiss la licence de fabrication et de commercialisation des pièces détachées pour les marchés militaires et civils, puis la licence de construction de tous les types de véhicules produits par Willys-Overland. Le premier modèle monté fut la JH101.

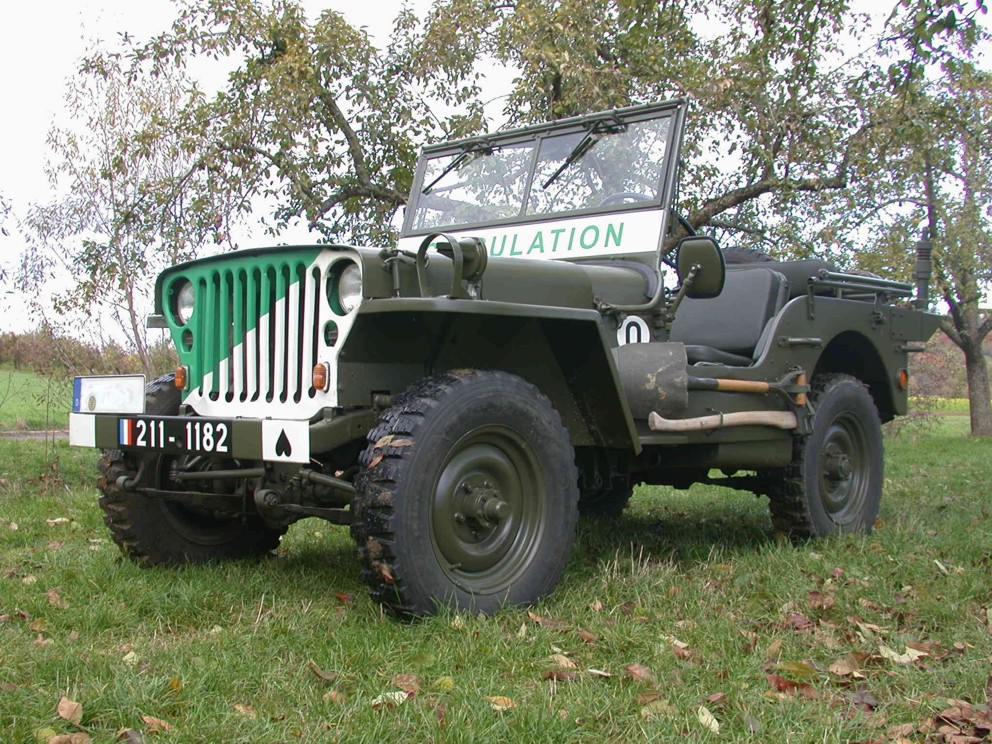
Jeep Hotchkiss M201.

- Dès 1955, est démarrée une chaine de fabrication et de montage sur le site de Saint Denis au 32, bd Ornano. L'armée française relança la production de Jeeps à la suite des échecs des essais du « programme français de véhicule léger de liaison tout-terrain » (VLR Delahaye, VSP Peugeot…) La première commande porta sur 465 véhicules dénommés « Jeep Hotchkiss licence MB ». En fait, ces véhicules étaient pratiquement identiques aux modèles américains.
- La production est effectuée dans l'usine de Stains. Après quelques améliorations en juillet, les Jeeps prennent la dénomination « M201 licence MB » et sont produites à 27 614 unités. Mis à part 24 exemplaires destinés à l'administration, la totalité de la production est destinée à l'armée. 5 554 véhicules civils type JH 101, JH 102 et HWL sont aussi produits.
- En 1960, à partir du châssis 08961, est produit le Mle M201- 24 volts.
- En 1962, la Jeep est proposée avec un moteur diesel Indenor 85 XD P4.
- Fin 1966, les contrats expirent et la production est arrêtée.
- En 2000, les dernières M201 - 24 V sont réformées.

### Versions armées de la Hotchkiss M201
Au cours de la guerre d'Algérie, l'Armée de terre équipe certaines de ses M201 de canons sans recul de 75 mm puis de 106 mm (M40 US). À la fin des années 1960, certaines des M201 sont armées de missiles antichars SS10 filoguidés. En 1976, apparaît la M201 Milan ; chaque véhicule emporte trois missiles.

### Fiche technique de la Hotchkiss M201
- Années de production : 1956-1967
- Longueur/largeur/hauteur (en m) : 3,37/1,57/1,72
- Masse : 1,06 t
- Moteur : 4 cylindres en ligne à essence de 52 CV
- Vitesse maxi : 105 km/h
- Autonomie sur route : 400 km

## Armement

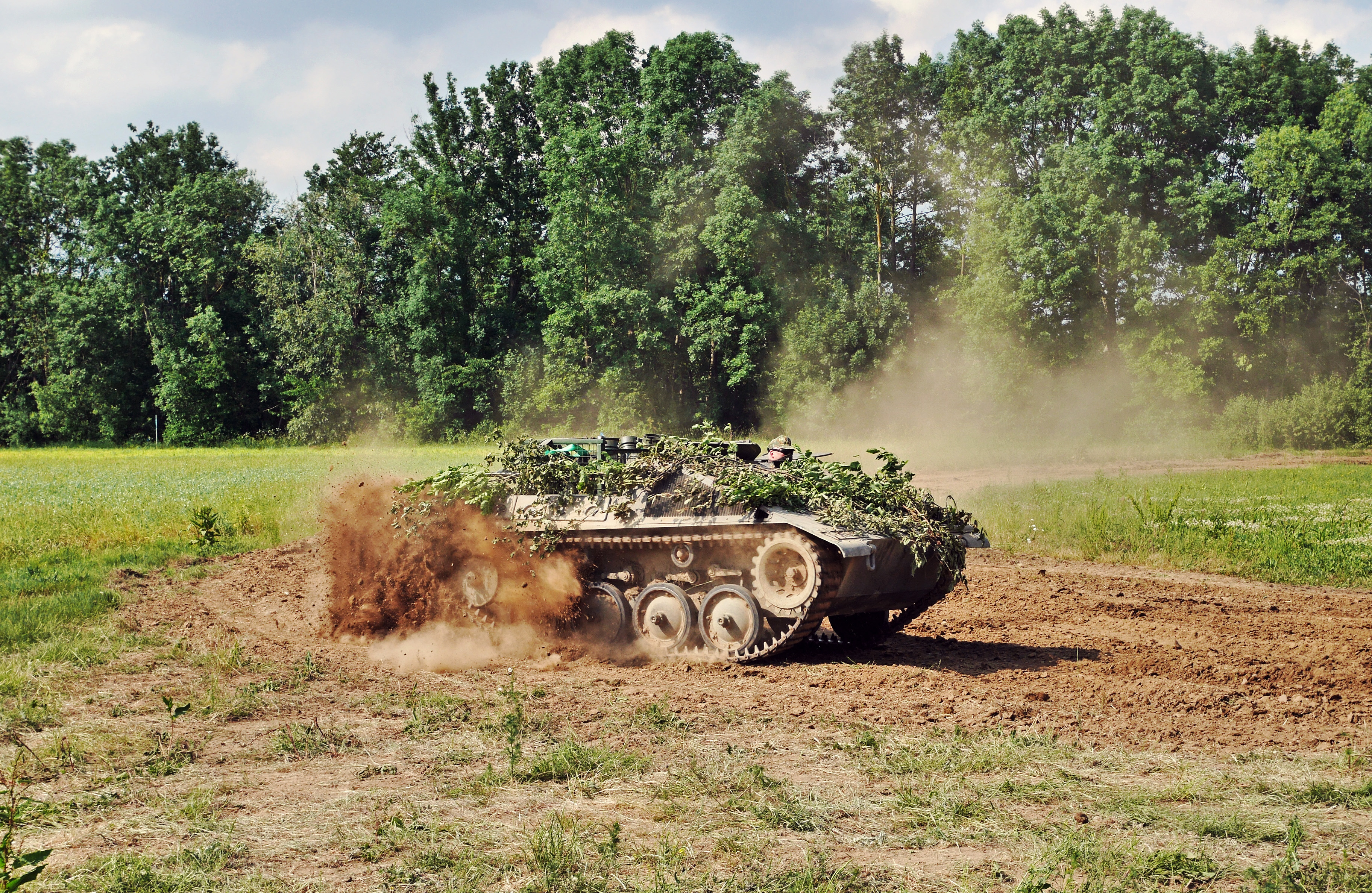
Hotchkiss CC 2 en mouvement.

- Mitrailleuse Hotchkiss modèle 1914
- Mitrailleuse Hotchkiss modèle M.H.5[11]
- Toute la série des canons-revolvers à tubes multiples de 37, 40, 47 et 53 mm  créés pour la Marine, les batteries côtières et les troupes de forteresse
- Fusil-mitrailleur Hotchkiss 1922/1926/1934
- Mitrailleuse Hotchkiss de 13,2 mm modèle 1929
- Canon léger de 25 antichar SA-L modèle 1934
- Canon de 25 mm Type 96 (Empire du Japon)
- Canon Hotchkiss à tir rapide de 47 mm
- Char léger Hotchkiss H35
- Chenillettes Hotchkiss TT 6 et CC 2

## Emblème
L'emblème ressemble à l’insigne militaire américain de « l’ US Ordnance Department », en référence à la fabrication d'armes. Deux canons croisés, avec dessus une grenade et entourés d'un ceinturon et la mention « Hotchkiss Paris ».